# Retroscena

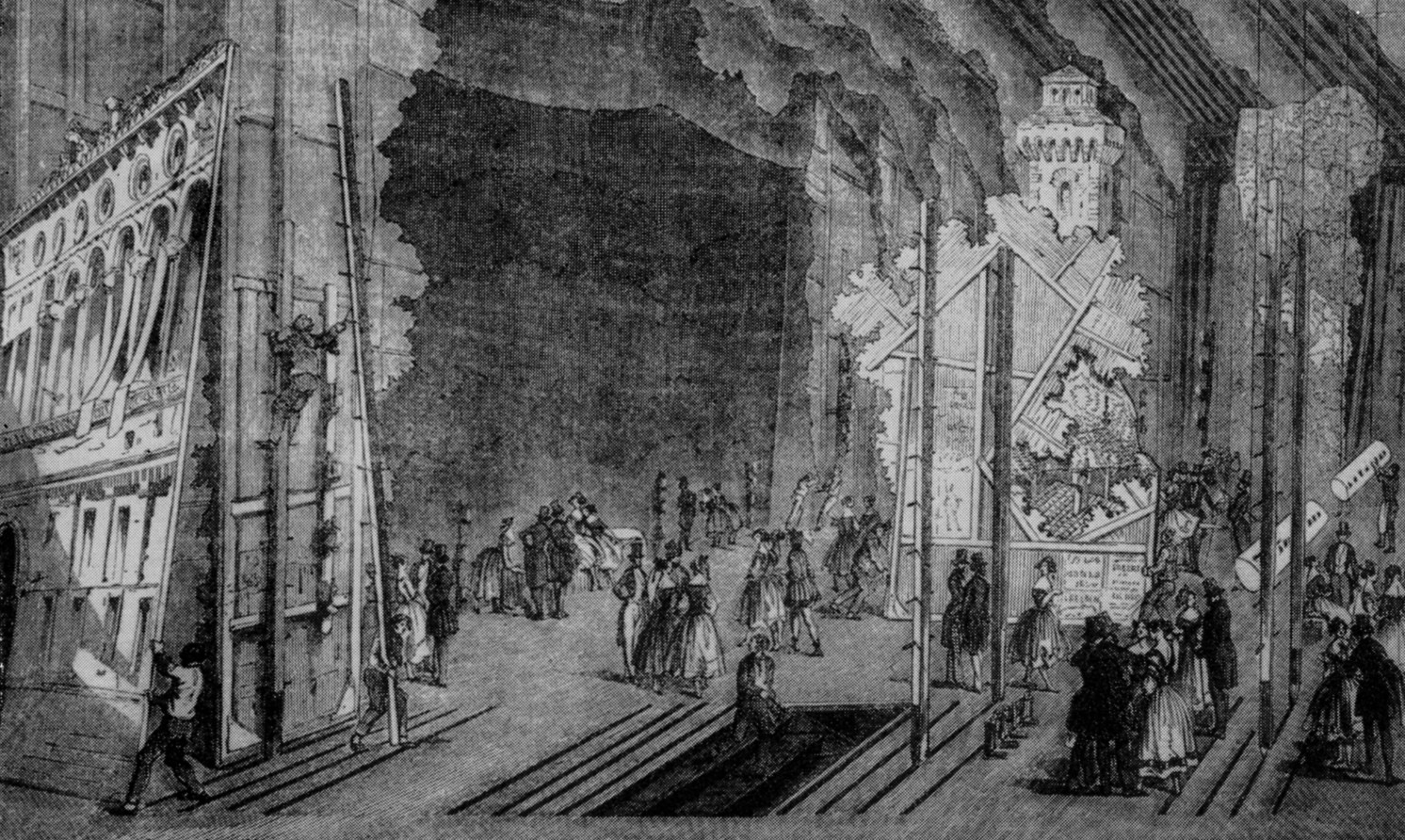
Una stampa del 1855 che mostra il retroscena dell'Opéra di Parigi

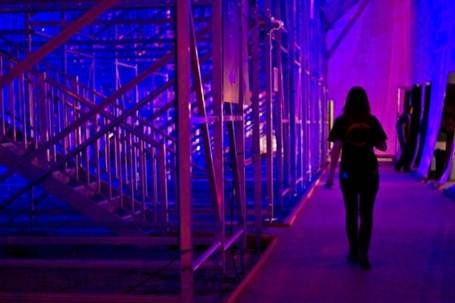
Il retroscena di un teatro odierno

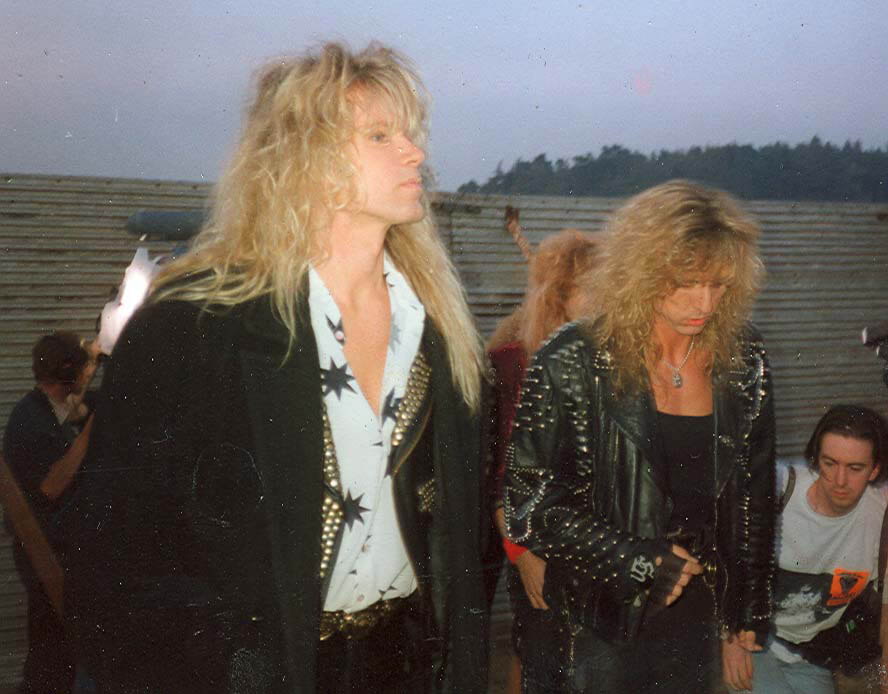
I Whitesnake nel retroscena di un loro concerto del 1990

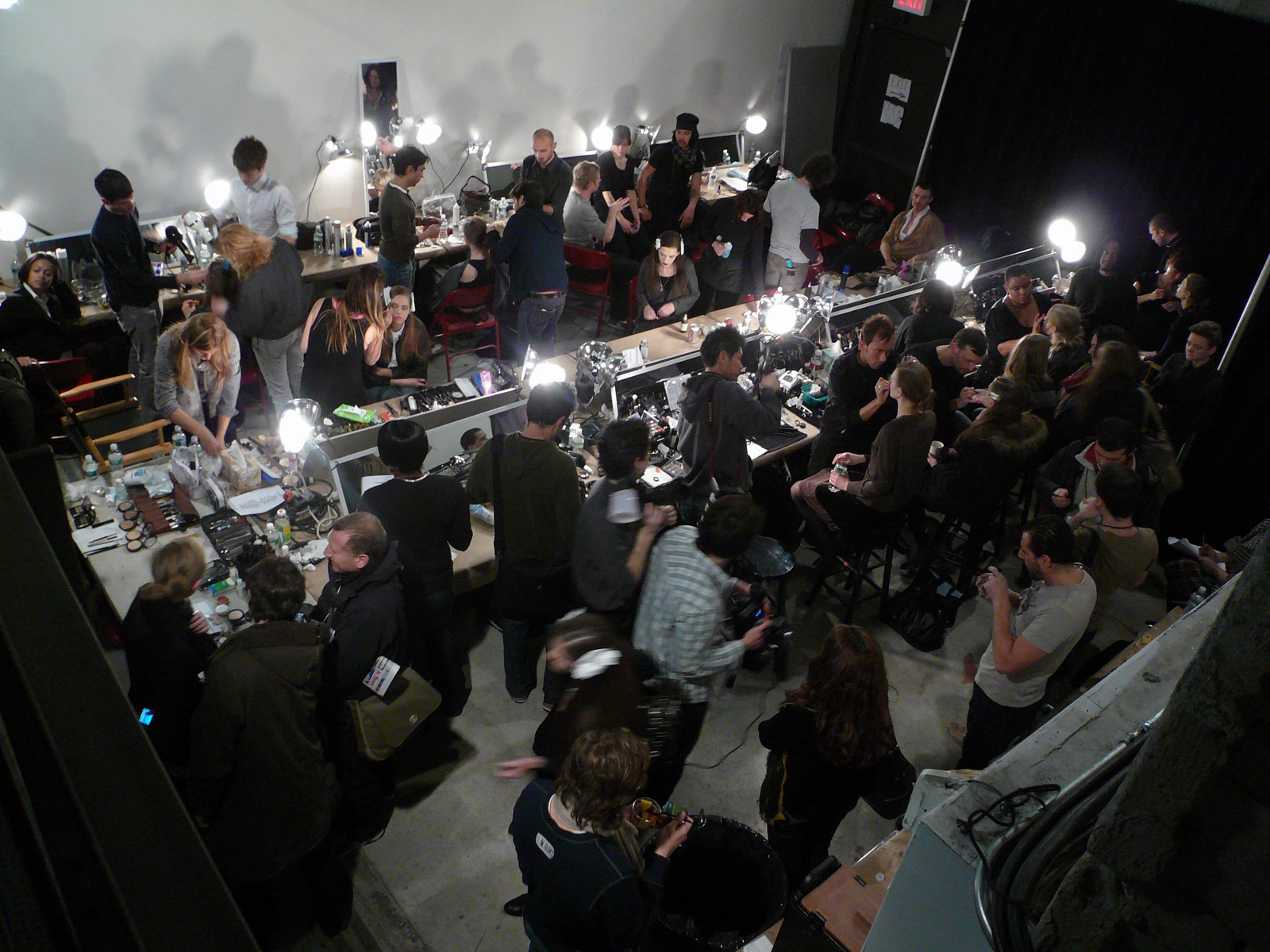
Il retroscena di una sfilata di moda

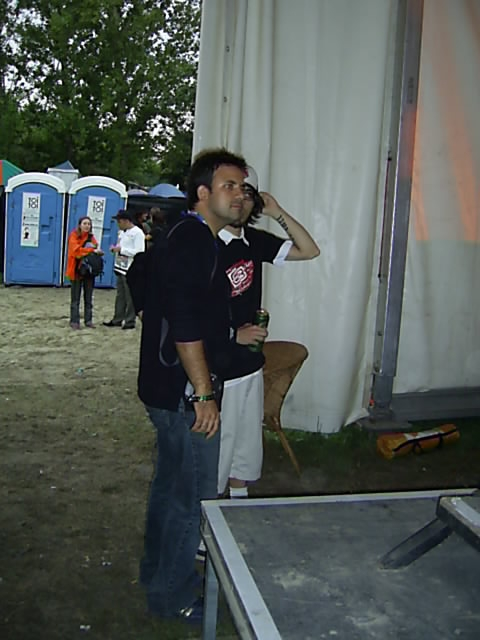
Il retroscena del Sziget Festival del 2006

Il retroscena o dietro le quinte (in inglese rispettivamente backstage e behind the scenes) è la parte retrostante il palcoscenico.
Tale termine viene usato retoricamente anche per indicare gli eventi legati alla produzione di uno spettacolo o un evento e che non sono visibili direttamente al pubblico.

## Teatro
Il retroscena fa parte dello spazio scenico: esso è uno spazio separato dal palcoscenico per mezzo delle quinte o telette e dal fondale. Proprio per questo suo posizionamento fisico il retroscena è indicato anche semplicemente come dietro le quinte. Nel retroscena trovano posto tutte le attività che servono allo svolgimento della spettacolo teatrale, ma che non vengono mostrate al pubblico. Nel retroscena sono i macchinisti che preparano i cambi di scena; gli attori, i ballerini o i cantanti che devono ancora entrare in scena; i fonici e le relative apparecchiature; i suggeritori e gli aiutanti di scena; nonché i sarti i costumisti e il personale addetto alla sicurezza. Da qui prende senso il significato metaforico dell'espressione "dietro le quinte" a indicare una serie di attività preparatorie e persone fondamentali allo svolgimento di un'opera, ma che rimangono invisibili.

## Spettacoli
Il retroscena nel cinema originalmente indica tutto ciò che sta dietro il set, con le stesse caratteristiche del retroscena teatrale. Anche i set televisivi hanno un retroscena come quelli cinematografici dove attori, presentatori e professionisti vari si preparano prima di esibirsi o attendono alle funzioni dello spettacolo. Il retroscena è fondamentale per la produzione di qualsiasi tipo di spettacolo in cui sia presente un palco o set. Hanno un retroscena i concerti, le sfilate di moda e il circo.

## Il retroscena come figura metaforica
Il termine "retroscena" di origine teatrale è usato in cinematografia, in ambito televisivo, in saggistica o documentaristica per descrivere la documentazione della produzione di un'opera, di un film, di un video musicale o di un programma televisivo. 
In ambito storico il retroscena indica gli antefatti, spesso sconosciuti, che hanno portato allo svolgersi di una vicenda: si tratta di un modo di procedere che, quando sconfina nella criptostoria, ha portato ad alcuni caveat motivati da seri rilievi metodologici. 
Un'altra metafora usata con lo stesso significato di retroscena, con la stessa radice teatrale, è dietro le quinte. "Svelare un retroscena" è un'espressione usata per indicare la rivelazione di eventi sconosciuti ai più legati agli accadimenti che ne sono l'oggetto. Con il diffondersi dei nuovi supporti ottici quali il DVD per la riproduzione di contenuti video, si è molto diffuso il cosiddetto making of, ovvero un filmato che documenta il "dietro le quinte" del film o video contenuto nel DVD.